# Yo te pido amor
Yo te pido amor es el título del sexto álbum de estudio grabado por la cantante mexicana Yuri. Fue lanzado al mercado por la empresa discográfica EMI Capitol de México el 21 de noviembre de 1985, primera para dicha disquera. convirtiéndose en un éxito comercial. Este álbum estuvo nominado a los premios Grammy.

## Antecedentes
A finales de 1984 su disquera Gamma, se declaró en bancarrota en la cual desapareció para siempre, absorbiéndola EMI Capitol de México con la cual firma un contrato por tres años.  Durante este mismo año, graba la canción Y ahora juntos para el álbum Amiga veneno (1984) de su amigo Óscar Athié; promocionándola y, convirtiéndose por varias semanas en un hit, en radio y televisión. Durante 1985 participa en la grabación del disco colectivo “Cantaré cantarás” y graba en Chile los temas para su nuevo disco “Yo te pido amor”.

## Realización y promoción
Con una nueva casa productora, Yuri trabaja por primera vez con un nuevo equipo que le llegaría a dar quizá los mejores éxitos de su carrera: Miguel Blasco, José Ramón Flórez, Gian Pietro Felisatti, Loris Cerrone, entre otros.
El álbum es todo un éxito desde su promoción inicial, tanto en la producción, calidad y ventas. Yuri se coloca como favorita en la industria musical de su país como también es ya reconocida por su calidad vocal. La canción "Yo te pido amor" fue censurada en México debido a que la letra menciona un terremoto y acababa de suceder uno que cobro muchas vidas.
A finales de 1985, Yuri aparecería en la revista Playboy, en un estudio realizado bajo la lente de Pompeo Posar; las ventas de la revista se dispararon, a pesar de que Yuri nunca apareció desnuda.

## Recepción
Es tal el éxito y la calidad de realización del álbum, que a finales de 1986, la Academia de Grabación de los Estados Unidos de Norteamérica nomina el álbum "Yo te pido amor" para un premio Grammy dentro de la categoría "Best Latin Pop Performance"; el cual gana José Feliciano con "Le Lo Lai" en febrero de 1987. En radio Nacional También logra sonar "Perdona", "Si te pierdo", "Te quiero" y "Déjala".

## Lista de canciones
| Pista | Título                  | Autor(es)                         | Duración |
| ----- | ----------------------- | --------------------------------- | -------- |
| 01    | Dame un beso            | G.P. Difelisatti · J.R. Flórez    | 3:08     |
| 02    | Yo te pido amor         | G.P. Difelisatti · J.R. Flórez    | 3:45     |
| 03    | El amor es un boomerang | A. Marcos · J.R. Flórez           | 2:50     |
| 04    | Perdona                 | Hernaldo Zúñiga                   | 3:41     |
| 05    | Sálvame                 | Jesús Glück · J.R. Flórez         | 3:25     |
| 06    | Déjala                  | G.P. Difelisatti · J.R. Flórez    | 3:33     |
| 07    | Mal                     | Damiani · Del Sarto · J.R. Flórez | 2:50     |
| 08    | Te quiero               | J.R. Flórez                       | 3:40     |
| 09    | Si te pierdo            | Hernaldo Zúñiga                   | 3:11     |
| 10    | Carrillón               | Loris Cerrone · J.R. Flórez       | 3:25     |